# Hibiscus elatus
Espèce
Classification phylogénétique

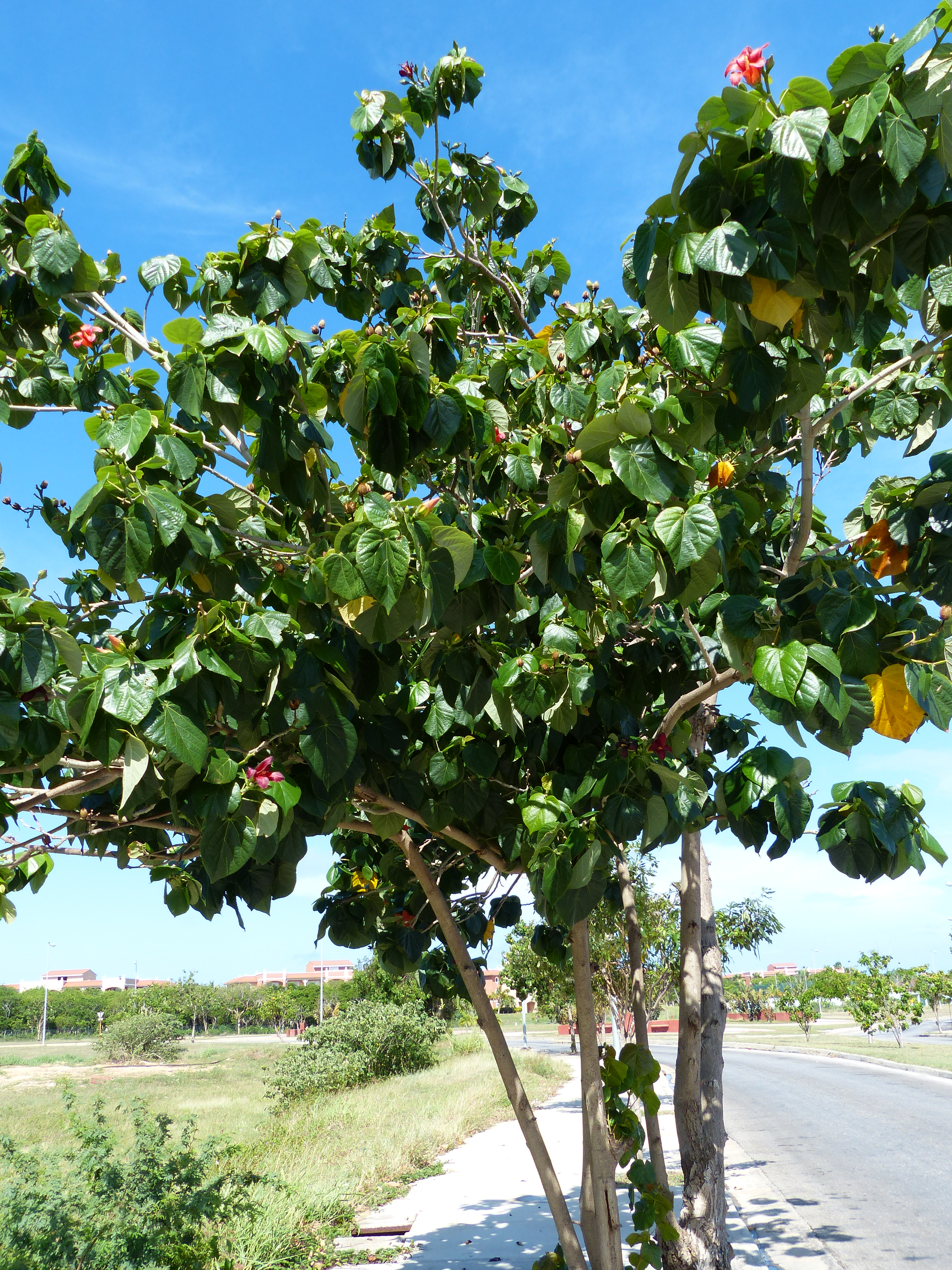
Photo prise à Cuba.

Hibiscus elatus est une espèce de plantes à fleurs de la famille des Malvaceae. C'est un arbre originaire de la Jamaïque et de Cuba.